# ديريك غيليسبي
ديريك غيليسبي (بالإنجليزية: Derek Gillespie)‏ هو لاعب غولف أمريكي، ولد في 6 يوليو 1978 في أوشاوا في كندا.

## وصلات خارجية
- ديريك غيليسبي على موقع رابطة لاعبي الغولف المحترفين (الإنجليزية)